# Route 7 (Nouveau-Brunswick)
Pour les articles homonymes, voir Route 7.
La route 7 est une route reliant Fredericton à Saint-Jean au Nouveau-Brunswick. La plupart de la route est une autoroute à accès limité comptant de deux à quatre voies. Elle forme un multiplex avec la route 2 entre Oromocto et Fredericton.

## Description du tracé
La route 7 débute au sud de Fredericton, à la hauteur d'un échangeur autoroutier avec la route 8. Elle commence par se diriger vers le sud-est sur 8 km (5 mi) en traversant la banlieue de Lincoln, sous le nom d'autoroute Vanier. Elle se joint ensuite à la route 2, et ce pendant 12 km (7,5 mi), entre les sorties 294 à 306 de la route 2. Elle passe alors près d'Oromocto.
La route 7 se détache de la route 2 à la sortie 306 de cette dernière, puis elle se dirige vers le sud sur 9 km (5,6 mi) en étant une autoroute à deux voies à accès limité. À Geary, elle devient une route rurale, en traversant le territoire de la base des Forces armées canadiennes de Gagetown. Elle possède peu d'intersections alors qu'elle traverse ce territoire, et possède une courte section d'autoroute à quatre voies à accès limité près de Petersville. À 20 km (12,4 mi) au sud, elle quitte le territoire des Forces armées canadiennes, puis elle passe au-dessus de la route 101 à Welsford, tout en demeurant une route rurale. Elle suit ensuite la rivière Nerepis, puis, à sa jonction avec la route 177, elle devient à nouveau une autoroute à deux voies. Elle contourne ensuite la région de Grand Bay-Lingley, puis elle devient une autoroute à quatre voies au kilomètre 91. Elle se dirige ensuite vers le sud-est, puis elle rejoint la route 1 à la sortie 114 de cette dernière, où elle se termine.

## Histoire
La route 7 est désignée en 1965 comme étant la route principale se rendant de Fredericton à Saint-Jean suivant tout d'abord le tracé actuel de la route 102 de Fredericton à Oromocto. À Oromocto, la route empruntait le chemin Broad jusqu'à Welsford.
L'autoroute Vanier est originellement nommée route 12, mais quand elle est complétée en 1976, elle est désignée comme faisant partie de la route 7. Par ailleurs, une section du Chemin Broad est aussi évitée dans la région de Geary au début des années 1980. En 1986, on construit une voie d'évitement pour les villes de Grand Bay et Westfield; ceci transformant l'ancienne route 7 en l'actuelle route 177. En 1990, la route 7 est étendue vers le sud, afin de rejoindre la route 1.

## Intersections majeures
Du nord au sud
| Comté                                     | Ville               | km    | Sortie | Destinations                                                  | Notes                                                                                |
| ----------------------------------------- | ------------------- | ----- | ------ | ------------------------------------------------------------- | ------------------------------------------------------------------------------------ |
| York                                      | Fredericton         | 0,00  |        | Rue Prospect NB-101 (Rue Regent) – New Maryland               | Intersection à niveau                                                                |
| York                                      | Fredericton         | 0,50  |        | NB-8 vers NB-2 / NB-105 – Edmundston, Miramichi               | Sortie 7 de la NB-8                                                                  |
| York                                      | Fredericton         | 1,30  | 1      | Rue Liverpool                                                 | Direction nord seulement                                                             |
| York                                      | Fredericton         | 2,30  | 2      | Promenade Kimble                                              |                                                                                      |
| York                                      | Fredericton         | 4,10  | 4      | Chemin Doak                                                   | Sortie direction sud seulement                                                       |
| York                                      | Fredericton         | 5,30  | 5      | Chemin Wilsey / Boulevard Alison                              |                                                                                      |
| Sunbury                                   | Lincoln             | 9,10  | 294    | NB-2 ouest – Edmundston                                       | Terminus nord du multiplex avec la NB-2; sortie direction nord, entrée direction sud |
| Sunbury                                   | Lincoln             | 12,50 | 297    | Chemin Nevers – Rusagonis-Waasis, Lincoln                     |                                                                                      |
| Sunbury                                   | Oromocto            | 16,70 | 301    | Vers NB-102 – Aéroport de Fredericton                         | Sortie direction sud, entrée direction nord                                          |
| Sunbury                                   | Oromocto            | 18,70 | 303    | Vers NB-102 – Oromocto, BFC Gagetown, Aéroport de Fredericton |                                                                                      |
| Sunbury                                   | Oromocto            | 21,60 | 306    | NB-2 est – Moncton                                            | Terminus sud du multiplex avec la NB-2; pas d'accès depuis NB-2 ouest vers NB-7 sud  |
| Queens                                    | BFC Gagetown        | 51,40 | 51     | Chemin Enniskillen – Camp Peterson                            |                                                                                      |
| Queens                                    | Welsford            | 63,80 | 63     | NB-101 – Welsford, Fredericton Junction                       |                                                                                      |
| Kings                                     |                     | 72,00 | 71     | NB-177 – Grand Bay-Westfield                                  |                                                                                      |
| Kings                                     | Grand Bay-Westfield | 80,30 | 80     | NB-102 nord vers NB-177 – Grand Bay-Westfield, Arcadia        | Terminus sud de la NB-102                                                            |
| Kings                                     | Grand Bay-Westfield | 86,50 | 86     | Grand Bay-Westfield                                           |                                                                                      |
| Saint-Jean                                | Saint-Jean          | 90,70 | 90     | NB-177 nord – Grand Bay-Westfield                             | Terminus sud de la NB-177                                                            |
| Saint-Jean                                | Saint-Jean          | 96,70 | 96     | NB-100 – Saint-Jean Ouest                                     |                                                                                      |
| Saint-Jean                                | Saint-Jean          | 97,30 | 97     | NB-1 – Saint-Jean, Lorneville, Saint-Stephen                  | Sortie 114 de la NB-1                                                                |
| - Terminus de multiplex - Accès incomplet |                     |       |        |                                                               |                                                                                      |